# Mounzir Coulidiati
Mounzir Coulidiati (* 30. Mai 1998) ist ein burkinischer Fußballspieler.

## Karriere
Mounzir Coulidiati stand von Dezember 2020 bis Ende August 2021 beim Mohammedan SC in Bangladesch unter Vertrag. Mit dem Verein aus der Hauptstadt Dhaka spielte er in der ersten Liga, der Bangladesh Premier League. Für Mohammedan bestritt er 22 Erstligaspiele. Wo er von September 2021 bis Juli 2023 gespielt hat, ist unbekannt. Am 1. August 2023 unterschrieb er in Thailand einen Vertrag beim Drittligisten Ubon Kruanapat FC. Mit dem Verein aus Ubon Ratchathani spielte er 22-mal in der North/Eastern Region der Liga. Nach einer Spielzeit kehrte er im Sommer 2024 zu seinem ehemaligen Verein Mohammedan SC nach Bangladesch zurück. Am Ende der Saison 2024/25 feierte er mit Mohammedan die Meisterschaft.

## Erfolge
Mohammedan SC
- Bangladesh Premier League: 2024/25